# Onaman Lake
Onaman Lake är en sjö i Kanada.   Den ligger i Thunder Bay District och provinsen Ontario, i den sydöstra delen av landet, 1 000 km nordväst om huvudstaden Ottawa. Onaman Lake ligger 334 meter över havet. Arean är 137 kvadratkilometer. Den sträcker sig 23,6 kilometer i nord-sydlig riktning, och 21,7 kilometer i öst-västlig riktning.
I omgivningarna runt Onaman Lake växer i huvudsak blandskog. Trakten runt Onaman Lake är nära nog obefolkad, med mindre än två invånare per kvadratkilometer.